# Gabriel Tortella
Gabriel Tortella Casares (n. Barcelona; 24 de noviembre de  1936) es un economista e historiador español, especialista en historia económica de la Edad Contemporánea.

## Biografía
Recibió educación en el liberal Colegio Estudio, heredero de la Institución Libre de Enseñanza. Es Ph. D. en Economía por la Universidad de Wisconsin y Doctor en Derecho por la Universidad Complutense de Madrid.
Actualmente es catedrático emérito de Historia de la economía en la Universidad de Alcalá de Henares. Presidente de la Asociación de Historia Económica. Premio Rey Juan Carlos I de Economía 1994. Promotor de la Revista de Historia Económica. 
Fue Presidente del "Academic Advisory Council" de la Asociación Europea de Historia Bancaria. expresidente de la International Economic History Association y de la Asociación de Historia Económica. 
Es miembro de la Academia Europea de Ciencias y Artes desde 2003.
Doctor honoris causa por la Universidad de Alicante (2014)

## Obras
- Capitalismo y revolución (Gadir, 2017).
- Cataluña en España. Historia y mito, junto a José Luis García Ruiz, Clara Eugenia Núñez y Gloria Quiroga (Gadir, 2016).[1][2]
- Para comprender la crisis, junto a Clara Eugenia Núñez (Gadir, 2009).
- La democracia ayer y hoy (Marcial Pons, 2008).
- Los orígenes del siglo XXI. Un ensayo de historia social y económica contemporánea (Gadir, 2005)[3][4]
- La revolución del siglo XX. Capitalismo, comunismo y democracia (Taurus, 2000)
- El desarrollo de la España contemporánea. Historia económica de los siglos XIX y XX (Alianza, 1994; tercera edición, 2011)
- Introducción a la economía para historiadores (Tecnos, 1986; segunda edición, 2002).
- Los orígenes del capitalismo en España (Tecnos, 1973).
- Historia del seguro en España(Dir.) (Fundación Mapfre, 2014).